# Stephen Merchant
Stephen James Merchant (Bristol, 1974. november 24. –) Primetime Emmy-díjas angol író, rendező, rádiós-műsorvezető, komikus és színész.
Ricky Gervaisszal együttműködött az Office (2001–2003) című brit televíziós vígjátéksorozat társírójaként és társrendezőjeként, valamint a Futottak még… (2005–2007) és a Life’s Too Short  (2011–2013) társírója és társszereplője is volt.

## Magánélete
Merchant Nichols Canyonban (Los Angeles) él egy házban, amely egykor Ellen DeGeneres birtoka volt. Van egy második otthona is Londonban. Hosszú ideje élettársával,  Mircea Monroe  amerikai színésznővel él.
Merchant 201 cm magas, egyszer Gervais a táncmozdulatait egy "függeszkedő gyíkhoz hasonlította, amely elektrosokkos kezelést kap." ugyanakkor úgy írja le őt, mint egy "botsáska szemüvegben" vagy mint a "Főzőpohár" a The Muppets show-ból.

## Filmográfia

### Film
Filmrendező, forgatókönyvíró és filmproducer
| Év   | Magyar cím              | Eredeti cím             | Feladatkör | Feladatkör | Feladatkör | Megjegyzések                          |
| Év   | Magyar cím              | Eredeti cím             | Rendező    | Író        | Producer   | Megjegyzések                          |
| ---- | ----------------------- | ----------------------- | ---------- | ---------- | ---------- | ------------------------------------- |
| 2010 | Kisvárosi Rock ’n’ Roll | Cemetery Junction       | Igen       | Igen       | Vezető     | társrendező és társíró: Ricky Gervais |
| 2019 | Családi bunyó           | Fighting with My Family | Igen       | Igen       | Igen       |                                       |

Filmszínész
| Év   | Magyar cím                                 | Eredeti cím                  | Szerep                         | Magyar hang        | Rendező                 |
| ---- | ------------------------------------------ | ---------------------------- | ------------------------------ | ------------------ | ----------------------- |
| 2007 | Vaskabátok                                 | Hot Fuzz                     | Bekéne Tóni (Peter Ian Staker) | Stern Dániel       | Edgar Wright            |
| 2007 | Fuss, dagi, fuss!                          | Run Fatboy Run               | törött lábú férfi              |                    | David Schwimmer         |
| 2009 | Lódító hódító                              | The Invention of Lying       | férfi az ajtónál               |                    | Ricky Gervais           |
| 2009 | Lódító hódító                              | The Invention of Lying       | férfi az ajtónál               | Matthew Robinson   |                         |
| 2010 | Fogtündér                                  | Tooth Fairy                  | Tracy                          | Nagy Ervin         | Michael Lembeck         |
| 2010 | Kisvárosi Rock ’n’ Roll                    | Cemetery Junction            | Dougie Boden                   | Fesztbaum Béla     | Ricky Gervais           |
| 2010 | Kisvárosi Rock ’n’ Roll                    | Cemetery Junction            | Dougie Boden                   | Fesztbaum Béla     | Stephen Merchant        |
| 2010 |                                            | Jackboots on Whitehall       | Tom (hangja)                   |                    | McHenry testvérek       |
| 2010 |                                            | Burke and Hare               | Holyrood Footman               |                    | John Landis             |
| 2011 | Gnómeó és Júlia                            | Gnomeo and Juliet            | Paris (hangja)                 | Fesztbaum Béla     | Kelly Asbury            |
| 2011 | Elhajlási engedély                         | Hall Pass                    | Gary Putney                    | Nagy Ervin         | Peter és Bobby Farrelly |
| 2013 | Movie 43: Botrányfilm                      | Movie 43                     | Donald                         | Magyar Bálint      | Peter Farrelly          |
| 2013 | Az a bizonyos első év                      | I Give It a Year             | Danny                          | Nagy Ervin         | Dan Mazer               |
| 2017 | Logan – Farkas                             | Logan                        | Caliban                        | Karácsonyi Zoltán  | James Mangold           |
| 2017 | A szépség és a szörnyeteg (törölt jelenet) | Beauty and the Beast         | Monsieur Toilette (cameo)      |                    | Bill Condon             |
| 2017 | A 19-es asztalnál ülők                     | Table 19                     | Walter Thimble                 | Nagy Dániel Viktor | Jeffrey Blitz           |
| 2018 | Sherlock Gnomes                            | Sherlock Gnomes              | Paris (hangja)                 | Fesztbaum Béla     | John Stevenson          |
| 2018 | Ami nem öl meg                             | The Girl in the Spider's Web | Frans Balder                   | Fesztbaum Béla     | Fede Álvarez            |
| 2019 | Családi bunyó                              | Fighting with My Family      | Hugh                           | Rába Roland        | Stephen Merchant        |
| 2019 | Jó srácok                                  | Good Boys                    | Claude (cameo)                 | Seder Gábor        | Gene Stupnitsky         |
| 2019 | Jojo Nyuszi                                | Jojo Rabbit                  | Deertz kapitány                | Fesztbaum Béla     | Taika Waititi           |
| 2021 | Karantén meló                              | Locked Down                  | Michael Morgan                 | Barát Attila       | Doug Liman              |
| 2021 | A fiú, akit Karácsonynak hívnak            | A Boy Called Christmas       | Miika (hangja)                 | Elek Ferenc        | Gil Kenan               |
| TBA  |                                            | The Ark and the Aardvark     | Croc (hangja)                  |                    | John Stevenson          |

### Televízió
Rendező, forgatókönyvíró, vezető producer és alkotó
| Év        | Magyar cím               | Eredeti cím                     | Feladatkör | Feladatkör | Feladatkör      | Feladatkör | Megjegyzések                                                                     |
| Év        | Magyar cím               | Eredeti cím                     | Rendező    | Író        | Vezető producer | Alkotó     | Megjegyzések                                                                     |
| --------- | ------------------------ | ------------------------------- | ---------- | ---------- | --------------- | ---------- | -------------------------------------------------------------------------------- |
| 1999      |                          | Comedy Lab                      | Nem        | 1 epizód   | Nem             | Nem        |                                                                                  |
| 2000      |                          | Meet Ricky Gervais              | Nem        | 6 epizód   | Nem             | Nem        |                                                                                  |
| 2001–2003 | A hivatal                | The Office                      | 1 epizód   | 1 epizód   | Igen            | Igen       | Ricky Gervaisszel közösen                                                        |
| 2005–2007 | Futottak még…            | Extras                          | Igen       | Igen       | Igen            | Igen       | Ricky Gervaisszel közösen                                                        |
| 2005–2013 | Office                   | The Office                      | Igen       | Igen       | Igen            | Igen       | A hivatal amerikai remake-je                                                     |
| 2010–2012 | Ricky Gervais-show       | The Ricky Gervais Show          | Nem        | Nem        | Igen            | Igen       | társalkotó: Ricky Gervais és Karl Pilkington                                     |
| 2010–2011 | Egy idióta külföldön     | An Idiot Abroad                 | Nem        | Nem        | 16 epizód       | Nem        |                                                                                  |
| 2011–2013 |                          | Life’s Too Short                | Igen       | Igen       | Igen            | Igen       | társalkotó: Ricky Gervais és Warwick Davis társíró és társrendező: Ricky Gervais |
| 2011      |                          | Ronnie Corbett's Comedy Britain | Nem        | Nem        | Igen            | Nem        | dokumentumfilm                                                                   |
| 2013      | Hello Ladies             | Hello Ladies                    | Igen       | Igen       | Igen            | Igen       | társalkotó és társíró: Lee Eisenberg és Gene Stupnitsky                          |
| 2014      | Hello Ladies: A mozifilm | Hello Ladies: The Movie         | Igen       | Igen       | Igen            | Igen       | tévéfilm társalkotó és társíró: Lee Eisenberg és Gene Stupnitsky                 |
| 2015–2019 | Playback párbaj          | Lip Sync Battle                 | Nem        | Nem        | 95 epizód       | Igen       |                                                                                  |
| 2016–2020 |                          | Dream Corp LLC                  | Nem        | Nem        | 28 epizód       | Igen       |                                                                                  |
| 2021–     | Törvényen kívül          | The Outlaws                     | 3 epizód   | 12 epizód  | Igen            | Igen       |                                                                                  |

Színész
| Év        | Magyar cím               | Eredeti cím                                   | Szerep                                                   | Megjegyzések                                  |
| --------- | ------------------------ | --------------------------------------------- | -------------------------------------------------------- | --------------------------------------------- |
| 1999      |                          | Comedy Lab                                    | James (hangja)                                           | 1 epizód                                      |
| 2000      |                          | Meet Ricky Gervais                            | több szerep                                              |                                               |
| 2001–2002 | A hivatal                | The Office                                    | Paul Shepherd (hangja) / Nathan                          | 2 epizód                                      |
| 2004      |                          | Garth Marenghi's Darkplace                    | séf                                                      | minisorozat (2 epizód)                        |
| 2004      |                          | Green Wing                                    | labortechnikus                                           | 1 epizód                                      |
| 2005      |                          | Bromwell High                                 | Mr. Phillips (hangja)                                    | 13 epizód                                     |
| 2005–2007 | Futottak még…            | Extras                                        | Darren Lamb                                              | - 11 epizód - magyar hangja: - Fesztbaum Béla |
| 2007      | 24                       | 24                                            | technikus                                                | 1 epizód                                      |
| 2010–2011 | Egy idióta külföldön     | An Idiot Abroad                               | önmaga                                                   | 11 epizód                                     |
| 2010–2012 | Ricky Gervais-show       | The Ricky Gervais Show                        | önmaga (hangja)                                          | 11 epizód                                     |
| 2011      |                          | Ronnie Corbett's Comedy Britain               | önmaga                                                   | dokumentumfilm                                |
| 2011–2013 |                          | Life’s Too Short                              | önmaga                                                   | 8 epizód                                      |
| 2013      | Hello Ladies             | Hello Ladies                                  | Stuart Pritchard                                         | - 8 epizód - magyar hangja: - Fekete Zoltán   |
| 2013–2015 | Tömény történelem        | Drunk History                                 | Abraham Lincoln / George Washington                      | 2 epizód                                      |
| 2014      | Robotcsirke              | Robot Chicken                                 | Alfred Pennyworth / 210 Up narrátor / Kirk Fogg (hangja) | 1 epizód                                      |
| 2014      | Hello Ladies: A mozifilm | Hello Ladies: The Movie                       | Stuart Pritchard                                         | - tévéfilm - magyar hangja: - Fekete Zoltán   |
| 2014      |                          | Short Poppies                                 | biztosítási ügynök                                       | 1 epizód                                      |
| 2014–2020 | Modern család            | Modern Family                                 | Higgins                                                  | 2 epizód                                      |
| 2015      | Agymenők                 | The Big Bang Theory                           | Dave Gibbs                                               | 3 epizód                                      |
| 2015–2016 | Playback párbaj          | Lip Sync Battle                               | önmaga                                                   | 2 epizód                                      |
| 2016      | A Simpson család         | The Simpsons                                  | Conrad (hangja)                                          | 1 epizód                                      |
| 2016      |                          | Donald Trump's The Art of the Deal: The Movie | Barron Hilton                                            | tévéfilm                                      |
| 2016      | Amerikai fater           | American Dad!                                 | tudós (hangja)                                           | 1 epizód                                      |
| 2016      |                          | The Crystal Maze                              | önmaga / házigazda                                       | különkiadás                                   |
| 2016–2020 |                          | Dream Corp LLC                                | T.E.R.R.Y.                                               | 30 epizód                                     |
| 2018      | A Jó Hely                | The Good Place                                | Neil                                                     | 1 epizód                                      |
| 2018      |                          | Click & Collect                               | Andrew                                                   | karácsonyi különkiadás                        |
| 2020      |                          | Home Movie: The Princess Bride                | Rugen gróf                                               | 2 epizód                                      |
| 2021–     | Törvényen kívül          | The Outlaws                                   | Greg Dillard                                             | főszereplő                                    |
| 2022      |                          | Big Fat Quiz of the Year                      | önmaga / versenyző                                       | különkiadás                                   |
| 2022      |                          | Four Lives                                    | Stephen Port                                             | minisorozat (3 epizód)                        |

### Videójátékok
| Év   | Cím             | Szerep   | Megjegyzés              |
| ---- | --------------- | -------- | ----------------------- |
| 2011 | Portal 2        | Wheatley |                         |
| 2013 | Team Fortress 2 | Wheatley | stáblistán nem szerepel |
| 2015 | Lego Dimensions | Wheatley |                         |